# Sagittoidea
Classe
Les Sagittoidea sont une classe de chétognathes dont les espèces se rencontrent dans tous les océans du monde.

## Systématique
La classe des Sagittoidea est attribuée, en 1905, à Carl Friedrich Wilhelm Claus et Karl Grobben.

## Liste des ordres
Selon World Register of Marine Species (27 mai 2022) :
- ordre des Aphragmophora Tokioka, 1965
- ordre des Phragmophora Tokioka, 1965

Auxquels BioLib (27 mai 2022) ajoute :
- ordre des Biphragmophora Casanova, 1985
- ordre des Biphragmosagittiformes Kassatkina, 2011
- ordre des Monophragmophora Casanova, 1985

## Publication originale
- (de) Claus C. & Grobben K., 1905. Lehrbuch der Zoologie. 7e édition. Marburg-Heßen: NG Elwertsche Verlagsbuchhandlung.